# Super Santos
Super Santos è un modello di pallone in PVC, di colore arancione con bande nere, prodotto dall'azienda Mondo.
Il prezzo molto accessibile (originariamente 350 lire) e l'inconfondibile colorazione arancio con striature nere, furono le caratteristiche che ne determinarono il successo tanto da determinare nel 2021, con circa 15 milioni di esemplari venduti, il Super Santos, il pallone più venduto al mondo.

## Storia
La nascita del Super Santos risale al 3 agosto 1962, grazie a Stefano Seno, un operaio della Mondo S.p.A., che si ispirò alla vittoria del Brasile nei campionati del mondo. 

## Caratteristiche
Si tratta di una sfera di PVC, di colore arancione e percorsa da strisce nere che riprendono lo schema dei vecchi palloni da calcio formati da strisce di cuoio. Le strisce nere stampate sulla superficie percorrono un'incisione in bassorilievo sul PVC che ha lo stesso identico disegno, ma le bande nere e l'incisione difficilmente coincidono, per via del processo di stampaggio.
Il diametro può cambiare a seconda della pressione di gonfiaggio, ma solitamente è di 23 centimetri.
Una versione del Super Santos era il pallone Yashin, in omaggio al famoso portiere della nazionale sovietica, di colore marrone e più pesante. Nel corso degli anni i font e le scritte sulla superficie del Super Santos sono cambiate più volte ma il pallone ha mantenuto la propria colorazione arancio, imitata anche da altri produttori.
La più grande peculiarità del Super Santos è l'effetto (boomerang) che prende se calciato di interno o di esterno, rispettivamente a uscire e a rientrare, inverso rispetto a quello preso dai palloni più massicci, l'uso è fortemente penalizzante durante le giornate molto ventose.

## Nei media
Il Super Santos è il protagonista del brano Supersantos del cantante Tony Tammaro estratto dall'album The Dark Side of the Moonnezz del 2005.
Sempre nel 2005 è stata edita anche una short story scritta dal giornalista e autore Roberto Saviano che porta per l'appunto come titolo Supersantos.